# Xylosma domingensis
Xylosma domingensis là một loài thực vật có hoa trong họ Liễu. Loài này được (Urb.) Alford mô tả khoa học đầu tiên năm 2006.